# ويشلق عليا
ويشلق عليا هي قرية في مقاطعة خوي، إيران. يقدر عدد سكانها بـ 611 نسمة بحسب إحصاء 2016.